# Plectorhinchus multivittatus
 Plectorhinchus multivittatus és una espècie de peix de la família dels hemúlids i de l'ordre dels perciformes.

## Morfologia
Els mascles poden assolir els 50 cm de longitud total.

## Distribució geogràfica
Es troba a Taiwan i al nord d'Austràlia.